# Dora Carrington
Dora de Houghton Carrington (Hereford, 29 marzo 1893 – Ham, 11 marzo 1932) è stata una pittrice e decoratrice artistica britannica.

## Primi anni
Frequentò la scuola femminile Bedford High School, che dava risalto all'arte. I suoi genitori pagarono perché avesse lezioni extra in disegno. Vinse una borsa di studio alla Slade School of Fine Art di Londra, dove incontrò i fratelli Paul e John Nash, Christopher R.W. Nevinson e Mark Gertler. Tutti, almeno una volta, ebbero una storia d'amore con lei. Gertler in particolare la perseguitò per un certo numero di anni.
Cominciò ad essere chiamata Carrington sin dai tempi alla Slade School; era comune in tale scuola riferirsi agli studenti col solo cognome. Non fu molto conosciuta come pittrice durante la sua vita dato che non firmò i suoi lavori e raramente li espose, benché abbia lavorato per un periodo alla Omega Workshop.

## Carriera e vita personale
Non fu membro del Bloomsbury Group, ma fu perifericamente associata con Bloomsbury e, più generalmente, con uno stile bohémien, anche a causa della duratura relazione con lo scrittore omosessuale Lytton Strachey e alle sue occasionali avventure lesbiche.
Due delle sue documentate storie d'amore furono quelle con Mark Gertler, uno stimato pittore inglese del periodo, e con lo scrittore Gerald Brenan. Sposò Ralph Partridge, ma visse la maggior parte della sua vita con Strachey. Lytton Strachey morì di cancro nel gennaio del 1932. Carrington si sparò due mesi dopo, dopo un primo tentativo di suicidio. Non voleva vivere senza Strachey, che aveva così profondamente amato.
Abile pittrice di ritratti e paesaggi, lavorò anche nelle arti applicate e decorative, disegnando su ogni tipo di superficie che avesse a portata di mano, tra cui insegne, tegole e mobili. Decorò anche delle ceramiche. Carrington disegnò la biblioteca di Ham Spray e la casa in Ham dove visse insieme a Strachey ed a Partridge.
Dal 1970 circa, sono nettamente cresciuti gli apprezzamenti di critica e pubblico del suo lavoro.
La vita di Carrington con Strachey fu drammatizzata nel 1995 nel film Carrington, interpretato da Emma Thompson nel ruolo principale.